# Maroldsweisach

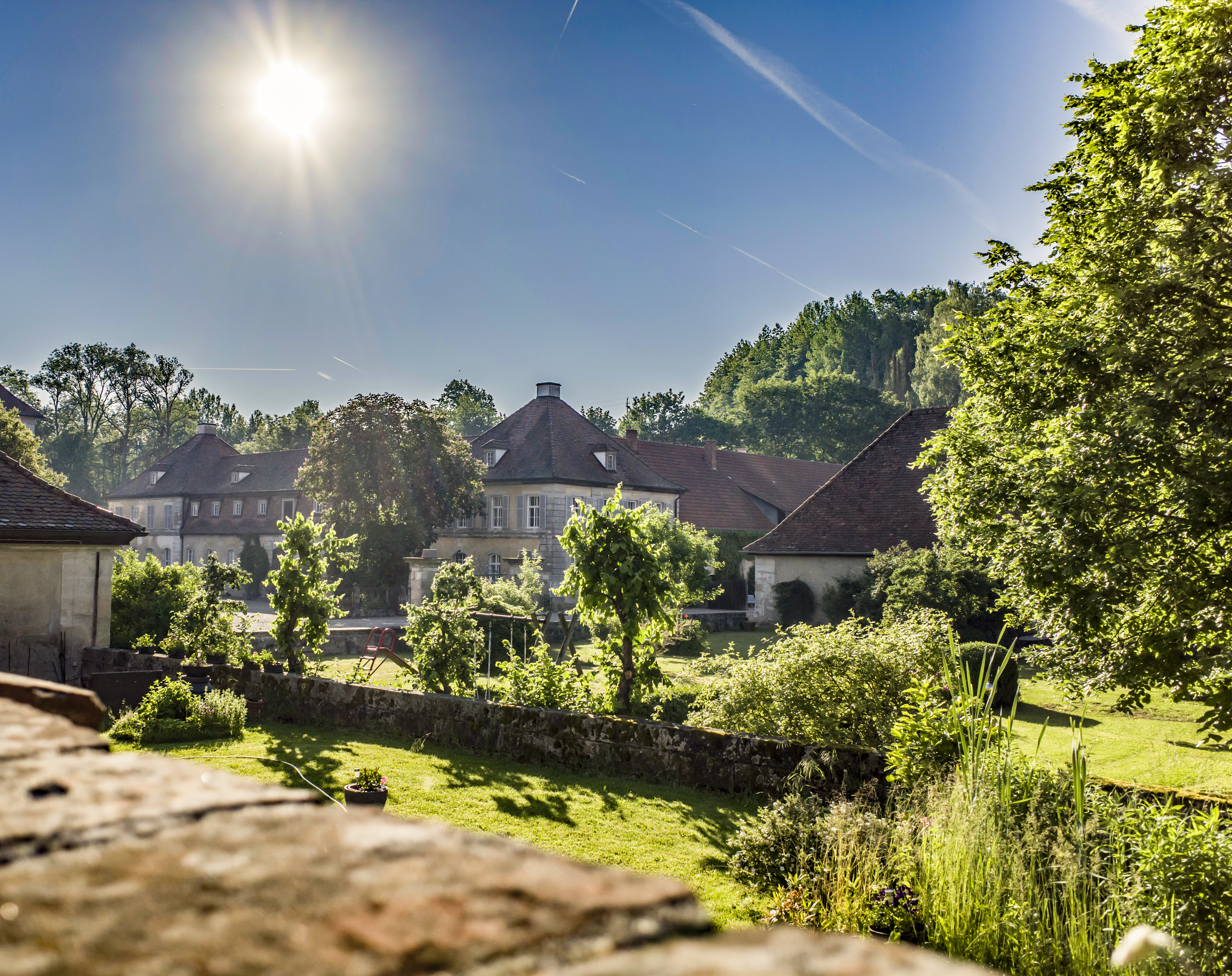
Parque del Castillo Birkenfeld, patrimonio cultural del estado de Baviera

Maroldsweisach es un municipio situado en el distrito de Haßberge, en el estado federado de Baviera (Alemania). Tiene una población estimada, a fines de 2020, de 3235 habitantes.
Está ubicado al noroeste del estado, en la región de Baja Franconia, a poca distancia de la frontera con el estado de Turingia y del río Meno.